# Убинский сельсовет
Убинский сельсовет — сельское поселение в Убинском районе Новосибирской области Российской Федерации.
Административный центр — село Убинское.

## История
Статус и границы сельского поселения установлены Законом Новосибирской области от 2 июня 2004 года № 200-ОЗ «О статусе и границах муниципальных образований Новосибирской области»

## Население
| 2002  | 2010  | 2012  | 2013  | 2014  | 2015  | 2016  |
| ----- | ----- | ----- | ----- | ----- | ----- | ----- |
| 6051  | ↘5908 | ↘5740 | ↘5634 | ↘5540 | ↘5484 | ↘5411 |
| 2017  | 2018  | 2019  | 2020  | 2021  |       |       |
| ↘5375 | ↘5342 | ↘5274 | ↘5205 | ↘5082 |       |       |

## Состав сельского поселения
| № | Населённый пункт | Тип населённого пункта       | Население |
| - | ---------------- | ---------------------------- | --------- |
| 1 | Крещенский       | посёлок                      | ↘67       |
| 2 | Убинское         | село, административный центр | ↘5047     |